# 奥多斯
奥多斯（法語：Odos，法語發音：[ɔdɔs]）是法国上比利牛斯省的一个市镇，位于该省中西部偏北，省会塔布市区西南，属于塔布区。

## 地理
奥多斯（43°11'45"N, 0°3'28"E）面积8.77 平方千米，位于法国奧克西塔尼大區上比利牛斯省，该省份为法国西南部内陆省份，北至热尔省，西接大西洋比利牛斯省，南与西班牙接壤，东临上加龙省。
与奥多斯接壤的市镇（或旧市镇、城区）包括：塔布、奥尔格、瑞扬、拉卢贝尔、卢埃、莫梅尔、圣马丹。

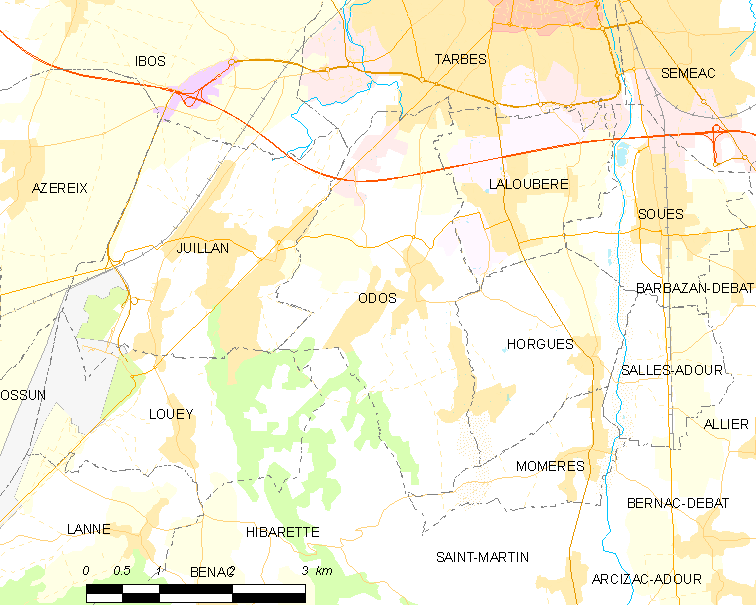
奥多斯的OSM定位图

奥多斯的时区为UTC+01:00、UTC+02:00（夏令时）。

## 行政
奥多斯的邮政编码为65310，INSEE市镇编码为65331。

## 政治
奥多斯所属的省级选区为中阿杜尔县。

## 人口

1962-2008年间奥多斯人口变化图示

奥多斯于2022年1月1日时的人口数量为3291人。